# Helene Madison
Helene Emma Madison (ur. 19 czerwca 1913 w Madison, zm. 25 listopada 1970 w Seattle) – amerykańska pływaczka. Trzykrotna złota medalistka olimpijska z Los Angeles.
Specjalizowała się w stylu dowolnym. Zawody w 1932 były jej jedynymi igrzyskami olimpijskimi. Triumfowała na dystansie 100 i 400 metrów kraulem, była również członkinią zwycięskiej sztafety amerykańskiej (razem z nią płynęły: Helen Johns, Eleanor Saville, Josephine McKim). Była wielokrotną mistrzynią Stanów Zjednoczonych i rekordzistką świata.
W 1966 została przyjęta do International Swimming Hall of Fame.